# Slovenska popevka
Slovenska popevka (nekoč: Dnevi slovenske zabavne glasbe) je slovenski festival zabavne glasbe, ki je potekal od leta 1962 do 1983, nato pa je bil ponovno ustanovljen leta 1998.

## Zgodovina
Prvič je bil prirejen leta 1962 v Festivalni dvorani na Bledu (organiziral ga je Matija Barl). Prvi zmagovalec Slovenske popevke je bil Stane Mancini s pesmijo Mandolina. Leta 1964 se je festival preselil v Ljubljano, sprva na Gospodarsko razstavišče in naslednje leto v Halo Tivoli. Pozneje je prireditev potekala v Križankah, zadnja leta jo pripravljajo v studiih RTV Slovenija.
Festival je največjo priljubljenost doživel v 60. in 70. letih. Govorimo celo o zlatem obdobju slovenske popevke, ko so luč sveta ugledale zimzelene popevke, kot so Orion, Med iskrenimi ljudmi, Poletna noč, Maček v žaklju in Dan neskončnih sanj.
V 80. letih je Slovenska popevka začela izgubljati na pomenu in popularnosti. Leta 1983 je bil prirejen še zadnji festival, na katerem je nastopil tudi Johnny Logan. Popevko je zamenjala Pop delavnica. 
Po petnajstih letih je RTV Slovenija festival ponovno oživila; leta 1998 so Slovensko popevko znova priredili na Ljubljanskem gradu. Leta 2012 je Slovenska popevka proslavila svojo 50-letnico. Leta 2015 festivala prvič po obuditvi ni bilo. Nato je dve leti potekal v okviru Dnevov slovenske zabavna glasbe (DSZG), ki so poleg izbora najboljše popevke uvedli še izbor najboljše pop-rock skladbe. Leta 2018 bo namesto DSZG-ja ponovno organizirana zgolj Popevka (prireditev se imenuje le Popevka, ne več Slovenska popevka), na kateri pa bodo skladbe lahko izvedene ob spremljavi orkestra ali benda (slednje je bilo v letih 2016 in 2017 značilno za Pop-rock).

## Zmagovalci festivala
| Leto                                     | Zap. #                                  | Skladba                                 | Izvajalec                               | Nagrada                                 | Prizorišče                              |
| ---------------------------------------- | --------------------------------------- | --------------------------------------- | --------------------------------------- | --------------------------------------- | --------------------------------------- |
| 1962                                     | I.                                      | Mandolina                               | Stane Mancini & Beti Jurkovič           | žirije & občinstva                      | Festivalna dvorana Bled                 |
| 1963                                     | II.                                     | Orion                                   | Marjana Deržaj & Katja Levstik          | žirije                                  | Festivalna dvorana Bled                 |
| 1963                                     | II.                                     | Malokdaj se srečava                     | Beti Jurkovič & Lado Leskovar           | občinstva                               | Festivalna dvorana Bled                 |
| 1964                                     | III.                                    | Poletna noč                             | Beti Jurkovič (1. verzija)              | občinstva                               | Gospodarsko razstavišče                 |
| 1964                                     | III.                                    | Poletna noč                             | Marjana Deržaj (2. verzija)             | občinstva                               | Gospodarsko razstavišče                 |
| 1965                                     | IV.                                     | Šel si mimo                             | Irena Kohont                            | žirije                                  | Hala Tivoli                             |
| 1966                                     | V.                                      | Ples oblakov                            | Marjana Deržaj                          | žirije                                  | Hala Tivoli                             |
| 1967                                     | VI.                                     | Vzameš me v roke                        | Elda Viler                              | žirije                                  | Hala Tivoli                             |
| 1968                                     | VII.                                    | Presenečenja                            | Bele vrane & Bor Gostiša                | žirije & občinstva                      | Hala Tivoli                             |
| 1969                                     | VIII.                                   | Zakaj tvoj dom, zakaj moj dom           | Jožica Svete                            | žirije                                  | Hala Tivoli                             |
| 1969                                     | VIII.                                   | Maček v žaklju                          | Bele vrane                              | občinstva                               | Hala Tivoli                             |
| 1969                                     | VIII.                                   | Neizpeta melodija                       | Lidija Kodrič                           | občinstva                               | Hala Tivoli                             |
| 1970                                     | IX.                                     | Solza, ki je ne prodam                  | Edvin Fliser                            | žirije                                  | Hala Tivoli                             |
| 1970                                     | IX.                                     | Mini - maxi                             | Bele vrane                              | občinstva                               | Hala Tivoli                             |
| 1971                                     | X.                                      | Včeraj, danes, jutri                    | Elda Viler                              | žirije                                  | Hala Tivoli                             |
| 1971                                     | X.                                      | Trideset let                            | Oto Pestner                             | občinstva                               | Hala Tivoli                             |
| 1972                                     | XI.                                     | Med iskrenimi ljudmi                    | Majda Sepe                              | žirije                                  | Hala Tivoli                             |
| 1973                                     | XII.                                    | Leti, leti lastovka                     | Edvin Fliser                            | občinstva                               | Hala Tivoli                             |
| 1974                                     | XIII.                                   | Uspavanka za mrtve vagabunde            | Majda Sepe                              | občinstva                               | Hala Tivoli                             |
| 1975                                     | XIV.                                    | Mi smo taki                             | Marjana Deržaj & Braco Koren            | občinstva                               | Hala Tivoli                             |
| 1976                                     | XV.                                     | Samo nasmeh je bolj grenak              | Ditka Haberl                            | med. žirije & občinstva                 | Hala Tivoli                             |
| 1977                                     | XVI.                                    | Vrača se pomlad                         | Oto Pestner                             | med. žirije & občinstva                 | Hala Golovec                            |
| 1978                                     | XVII.                                   | Jamajka                                 | Tomaž Domicelj                          | med. žirije                             | Hala Golovec                            |
| 1978                                     | XVII.                                   | Moje orglice                            | Janko Ropret                            | občinstva                               | Hala Golovec                            |
| 1979                                     | XVIII.                                  | Avtomat                                 | Tomaž Domicelj                          | občinstva                               | Hala Tivoli                             |
| 1980                                     | XIX.                                    | Dan neskončnih sanj                     | Vlado Kreslin                           | med. žirije                             | Cankarjev dom                           |
| 1981                                     | XX.                                     | Prijateljstvo                           | Ivo Mojzer & Pepel in kri               | žirije                                  | Cankarjev dom                           |
| 1982                                     | XXI.                                    | Še pomahal ni z roko                    | Marjan Smode                            | občinstva                               | Cankarjev dom                           |
| 1983                                     | XXII.                                   | Tri dečve                               | F+                                      | občinstva                               | Križanke                                |
| 1984-1997                                | Slovenske popevke v tem obdobju ni bilo | Slovenske popevke v tem obdobju ni bilo | Slovenske popevke v tem obdobju ni bilo | Slovenske popevke v tem obdobju ni bilo | Slovenske popevke v tem obdobju ni bilo |
| 1998                                     | XXIII.                                  | Za prijatelje                           | Andrej Šifrer                           | žirije & občinstva                      | Ljubljanski grad                        |
| 1999                                     | XXIV.                                   | Vzemi me veter                          | Nuša Derenda                            | žirije                                  | Ljubljanski grad                        |
| 1999                                     | XXIV.                                   | Naj pada zdaj dež                       | Foxy Teens                              | občinstva                               | Ljubljanski grad                        |
| 2000                                     | XXV.                                    | Moje ime                                | Regina                                  | žirije                                  | Ljubljanski grad                        |
| 2000                                     | XXV.                                    | Glas srca                               | The Twins                               | občinstva                               | Ljubljanski grad                        |
| 2001                                     | XXVI.                                   | Letim                                   | Katrinas                                | žirije                                  | Ljubljanski grad                        |
| 2001                                     | XXVI.                                   | Prva ljubezen                           | Foxy Teens                              | občinstva                               | Ljubljanski grad                        |
| 2002                                     | XXVII.                                  | Tisoč                                   | Jadranka Juras                          | žirije                                  | Ljubljanski grad                        |
| 2002                                     | XXVII.                                  | Pesek v oči                             | Nuša Derenda                            | občinstva                               | Ljubljanski grad                        |
| 2003                                     | XXVIII.                                 | Zelen žafran                            | Katrinas                                | žirije                                  | Križanke                                |
| 2003                                     | XXVIII.                                 | Na pol poti                             | Natalija Verboten                       | občinstva                               | Križanke                                |
| 2004                                     | XXIX.                                   | Samo                                    | Ylenia Zobec                            | žirije                                  | Križanke                                |
| 2004                                     | XXIX.                                   | Na vrhu sveta                           | DeŽur                                   | občinstva                               | Križanke                                |
| 2005                                     | XXX.                                    | Ne razumem                              | Ylenia Zobec                            | žirije                                  | Križanke                                |
| 2005                                     | XXX.                                    | Če je to slovo                          | Yuhubanda & Katja Koren                 | občinstva                               | Križanke                                |
| 2006                                     | XXXI.                                   | Belo nebo                               | Anika Horvat                            | žirije                                  | Križanke                                |
| 2007                                     | XXXII.                                  | Naravne sile                            | Damjana Golavšek                        | žirije                                  | Cankarjev dom                           |
| 2007                                     | XXXII.                                  | Pomlad v mestu                          | Eva Černe                               | občinstva                               | Cankarjev dom                           |
| 2008                                     | XXXIII.                                 | Šopek maka                              | Anžej Dežan                             | žirije                                  | Križanke                                |
| 2008                                     | XXXIII.                                 | Ko te ni                                | Marko Vozelj                            | občinstva                               | Križanke                                |
| 2009                                     | XXXIV.                                  | Samo ti                                 | Anika Horvat                            | žirije                                  | Studio 1 RTVSLO                         |
| 2009                                     | XXXIV.                                  | Tisti nekdo                             | Prifarski muzikanti                     | občinstva                               | Studio 1 RTVSLO                         |
| 2010                                     | XXXV.                                   | Otok Ljubezni                           | Darja Švajger                           | žirije                                  | Studio 1 RTVSLO                         |
| 2010                                     | XXXV.                                   | Nova pomlad                             | Katja Fašink & Rok Ferengja             | občinstva                               | Studio 1 RTVSLO                         |
| 2011                                     | XXXVI.                                  | Naj traja                               | Rudi Bučar                              | žirije                                  | Studio 1 RTVSLO                         |
| 2011                                     | XXXVI.                                  | Tukaj si                                | Marko Vozelj                            | občinstva                               | Studio 1 RTVSLO                         |
| 2012                                     | XXXVII.                                 | Ti prihajaš                             | Matevž Šalehar - Hamo                   | žirije                                  | Ljubljanska opera                       |
| 2012                                     | XXXVII.                                 | Naj nama sodi le nebo                   | Nuša Derenda & Marko Vozelj             | občinstva                               | Ljubljanska opera                       |
| 2013                                     | XXXVIII.                                | Po čem diši ta dan                      | Andraž Hribar                           | žirije                                  | Studio 1 RTVSLO                         |
| 2013                                     | XXXVIII.                                | Vrti se v ritmu                         | Eva Černe                               | občinstva                               | Studio 1 RTVSLO                         |
| 2014                                     | XXXIX.                                  | Ti                                      | Rudi Bučar                              | žirije                                  | Križanke                                |
| 2014                                     | XXXIX.                                  | Sončen dan                              | Darja Švajger                           | občinstva                               | Križanke                                |
| Dnevi slovenske zabavne glasbe – Popevka |                                         |                                         |                                         |                                         |                                         |
| 2016                                     | XL.                                     | Kaj je to življenje                     | Eva Boto                                | [ 1 ]                                   | Studio 1 TV Slovenija                   |
| 2017                                     | XLI.                                    | Tak dan                                 | Nuška Drašček                           | [ 1 ]                                   | Gospodarsko razstavišče                 |
| Popevka                                  |                                         |                                         |                                         |                                         |                                         |
| 2018                                     | XLII.                                   | Če pomlad nikoli več ne pride           | Alex Volasko                            | [ 1 ]                                   | Studio 1 TV Slovenija                   |
| 2019                                     | XLIII.                                  | Šesti čut                               | Eva Hren                                | [ 2 ]                                   | Studio 1 TV Slovenija                   |
| 2021                                     | XLIV.                                   | Volkovi                                 | Raiven                                  | [ 2 ]                                   | Studio 1 TV Slovenija                   |
| 2022                                     | XLV.                                    | Nove slike                              | Mia Guček                               | [ 2 ]                                   | Studio 1 TV Slovenija                   |
| 2023                                     | XLVI.                                   | Med nama                                | Nino Ošlak                              | [ 2 ]                                   | Studio 1 TV Slovenija                   |

1. 1 2  Žirija je izbrala 3 (super)finaliste, izmed katerih je občinstvo izglasovalo zmagovalca.
2. ↑  Od leta 2019 o edinem zmagovalcu festivala odloča glasovanje občinstva (velika nagrada občinstva za najboljšo skladbo v celoti), strokovna žirija pa podeli svojo veliko nagrado za najboljšo skladbo v celoti, ki pa velja le za prejemnico ene izmed strokovnih nagrad, ne pa za (so)zmagovalko festivala (slednje je potrdila PR-služba RTV SLO).